# Трошин (гмина)
Трошин (пол. Troszyn) — сельская гмина (волость) в Польше, входит как административная единица в Остроленкский повет, Мазовецкое воеводство. Население — 4895 человек (на 2004 год).

## Демография
| Перепись                       | Всего   | Всего | Женщины | Женщины | Мужчины | Мужчины |
| ------------------------------ | ------- | ----- | ------- | ------- | ------- | ------- |
| Единицы                        | человек | %     | человек | %       | человек | %       |
| Население                      | 4895    | 100   | 2443    | 49,9    | 2452    | 50,1    |
| Плотность населения (чел./км²) | 31,3    | 31,3  | 15,6    | 15,6    | 15,7    | 15,7    |

## Сельские округа
1. Боровце
2. Будне
3. Хороманы
4. Хростово
5. Домбек
6. Дзбенин
7. Груцеле
8. Старе-Янки
9. Рабенды
10. Янохы
11. Камёново
12. Клечково
13. Курпе-Дворске
14. Курпе-Шляхецке
15. Лонтчин-Шляхецки
16. Лонтчин-Влосчаньски
17. Мечки-Абрамы
18. Мечки-Поземаки
19. Мечки-Земаки
20. Милево-Лосе
21. Милево-Тосе
22. Милево-Вельке
23. Ойцево
24. Опенхово
25. Пухалы
26. Радгощ
27. Александрово
28. Репки
29. Ростки
30. Савалы
31. Семёнтково
32. Трошин
33. Тшаски
34. Высоцаж
35. Замость
36. Запечне
37. Завады
38. Жмиювек-Влосчаньски
39. Жмиювек-Манс
40. Жызнево

## Поселения
1. Хшчоны
2. Жмиево-Загробы

## Соседние гмины
1. Гмина Червин
2. Гмина Мястково
3. Гмина Жекунь
4. Гмина Снядово